# Национальный авиационный университет
Национа́льный авиацио́нный университе́т (укр. Національний авіаційний університет) — высшее учебное заведение, расположено в городе Киев, Украина.
Национальный авиационный университет — один из самых мощных авиационных высших учебных заведений на постсоветском пространстве.
Основанный в 1933 году, за годы существования университет подготовил более 200 000 высококвалифицированных специалистов. Среди них известные учёные, руководители авиационных компаний, предприятий, организаций и учреждений, обеспечивающих полёты воздушных судов, их обслуживание и ремонт, перевозки пассажиров и грузов.
Университет готовит специалистов инженерного профиля, экономистов, юристов, экологов, переводчиков, психологов, социологов и т. п.
Сегодня в университете обучается около 25 тысяч студентов, среди которых почти 1500 иностранцев из 55 стран мира. В составе Национального авиационного университета десять факультетов, пять институтов, кафедра военной подготовки, шесть колледжей, два лицея, Лётная академия в Кропивницком. Осуществляется подготовка бакалавров, магистров, кандидатов и докторов наук. Кадровый потенциал университета — более полутора тысяч научно-педагогических работников, среди которых более 200 докторов наук и около 700 кандидатов наук.

## История НАУ
Истоки учебного заведения были заложены авиационными курсами, организованными киевскими политехниками в начале XX столетия.
Собственная история университета начинается в 1933 году, когда Постановлением Совета народных комиссаров СССР № 1815 от 25.08.1933 и приказом Главного управления Гражданского воздушного флота СССР № 453 от 26.08.1933 на базе Авиационного факультета Киевского машиностроительного института был создан Киевский авиационный институт (КАИ) (с 1934 г. — Киевский авиационный институт им. К. Е. Ворошилова). Занятия в КАИ начались 15 сентября 1933 года в здании на улице Ленина, 51 (теперь улица Б. Хмельницкого).
В институте были созданы 4 факультета: общетехнический, самолётостроительный, моторостроительный и эксплуатационный. В институте был организован лётный отряд, в котором студенты имели возможность получить, дополнительно к инженерной, лётную специальность. Парк самолётов авиаотряда состоял из учебных самолётов У-2 и самолётов П-5. При отряде действовала планёрная и парашютная секции.
В 1934 году в институте создан Научно-исследовательский сектор (НИС КАИ), которым на протяжении 1934—1938 годов было издано десять сборников научный работ «Труды КАИ» (за 1934—1938 гг. в этих сборниках были опубликованы 24 научные статьи Владимира Челомея, тогда ещё студента КАИ, а в будущем — Генерального конструктора ракетно-космической техники СССР).
В разные годы институт возглавляли М. С. Королько (1933), В. Н. Подпоринов (1933—1934), Д. В. Глинчук (1934—1935), Н. И. Таранюк (1935—1936), М. Г. Горчаков (1936—1941). В 1939—1941 годах старшим преподавателем механики и теории авиационных двигателей КАИ работал Владимир Челомей.
В 1941 году из-за военных событий деятельность КАИ была приостановлена, институт эвакуирован в Среднюю Азию, и только в 1947 году он был возобновлён — создан Киевский институт ГВФ им К. Е. Ворошилова.
В дальнейшем его название изменялось:
- Киевский институт ГВФ (1962),
- Киевский институт гражданской авиации (1964),
- Киевский институт инженеров гражданской авиации (1965),
- Киевский институт инженеров гражданской авиации им. 60-летия образования СССР (1982),
- Киевский международный университет гражданской авиации (1994),
- Национальный авиационный университет (2000).

В 1954—1975 годах институт возглавлял Николай Голего, который внёс значительный вклад в строительство учебного комплекса, создание и развитие его материально-технической базы, организации научной работы, формирование научно-педагогического коллектива.
В 1953 году в институте начал читать лекции по курсу конструкции самолётов главный конструктор КБ МАП О. К. Антонов (позже Генеральный конструктор, академик АН Украины, лауреат Государственной премии). Приказом ГУ ГВФ СССР № 82 от 05.04.1956 Олег Антонов был введён в состав Совета института.
13 октября 1966 году Постановлением Президиума Верховного Совета СССР Киевский институт инженеров гражданской авиации награждён орденом Трудового Красного Знамени за успешное выполнение заданий семилетнего плана по подготовке высококвалифицированных инженерных и научных кадров для гражданской авиации, разработку и внедрение актуальных научно-исследовательских работ по авиационной технике.
В 1975—1988 годах институт возглавлял Александр Аксёнов. 10.09.1985 Советом Международной организации гражданской авиации (ICAO) Аксёнов А. Ф. первым в Украине награждён Золотой медалью и Почётной грамотой премии имени Эдварда Уорнера за значительный вклад в развитие международной гражданской авиации.
Киевский институт инженеров гражданской авиации за подготовку иностранных специалистов награждён орденом «Мир и дружба» Венгерской Народной Республики (1975 г.), памятной медалью Министерства образования и воспитания Польской Народной Республики (1978 г.), орденом Болгарской Народной Республики «Кирилл и Мефодий» 1-й степени (1980 г.), орденом «Солидарность» Республики Куба (1985 г.),
12 апреля 1990 года согласно Постановлению Совета Министров СССР на здании института установлена мемориальная доска Владимиру Челомею — Генеральному конструктору ракетно-космической техники, выпускнику Киевского авиационного института 1937 года, а коллектив института награждён Дипломом им. Академика Челомея В. Н. за успехи в подготовке научных и инженерных кадров в области авиации и космонавтики.
В 1994 году на базе института создан Киевский международный университет гражданской авиации. В 1996 г. в университете внедрена трёхступенчатая форма обучения: младший специалист — бакалавр — специалист — магистр.
В марте 1998 года в университете открыт Европейский субрегиональный центр по авиационной безопасности Международной организации гражданской авиации (ICAO) с участием Президента Совета ИКАО А. Котайта
Учитывая общегосударственное и международное признание результатов деятельности и весомый вклад в развитие национального высшего образования и науки, Указом Президента Украины Л. Кучмы в сентябре 2000 года университету присвоен статус национального учебного заведения — Национальный авиационный университет.
25декабря 2008 года университет получил сертификат соответствия его системы менеджмента качества образовательных услуг и научных исследований стандарта качества ISO9001:2000.
17 февраля 2012 года в помещении Национального центра «Украинский дом» состоялась XV-я юбилейная выставка «Современное образование в Украине — 2012», на которой Национальный авиационный университет в номинации «Профессиональная ориентация молодёжи: современные тенденции и перспективы развития» получил золотую медаль.
14 апреля 2016 года на XІX-й Международной специализированной выставке «Образование и карьера — 2016» и выставке зарубежных учебных заведений «Education abroad» НАУ был удостоен Почётного звания «Лидер высшего образования Украины» и как победитель конкурса по тематическим номинациям награждён Гран-При и Дипломом.
На Всеукраинском конкурсе студенческих научных работ по отраслям знаний и специальностей в 2020/2021 учебном году 23 научных работы молодых учёных Национального авиационного университета отмечены конкурсным жюри и награждены дипломами I-й, II-й и III-й степеней.
При университете создан Государственный музей авиации им. О. К. Антонова.

## Рейтинги
Представлен в признанных международных рейтингах, таких как: • QS world university ranking;
• UniRank;
• топ 10 в Украине по заявкам абитуриентов;
• топ 200 Украины (13 место за 2019 год) [ https://ru.osvita.ua/vnz/rating/64884/ ]

## Факультеты и институты
- Аэрокосмический факультет
- Факультет аэронавигации, электроники и телекоммуникаций
- Факультет экологической безопасности, инженерии и технологий
- Факультет кибербезопасности, компьютерной и программной инженерии
- Факультет экономики и бизнес-администрирования
- Факультет транспорта, менеджмента и логистики
- Факультет архитектуры, строительства и дизайна
- Факультет международных отношений
- Факультет лингвистики и социальных коммуникаций
- Юридический факультет
- Учебно-научный институт непрерывного образования
- Институт инновационных образовательных технологий
- Институт инновационных технологий и лидерства
- Институт международного сотрудничества и образования
- Институт ICAO

## Корпуса и кампусы
Территория университета составляет 72 га, общая площадь учебных корпусов — 140 тыс. м². В учебном процессе используется 75 самолётов и вертолётов, 42 авиационных двигателя, 3 комплексных авиационных тренажёра, 240 бортовых систем и моделирующих стендов, свыше 6000 современных компьютеров. Книжный фонд научно-технической библиотеки составляет свыше 2,6 млн экземпляров.
Студенческий городок университета это — 12 общежитий, столовая на 1000 мест, интернет-кафе, медицинский центр, оснащённый современным диагностическим лечебным оборудованием, профилакторий, центр культуры и искусств с залом на 1500 мест, Центр спорта и здоровья, яхт-клуб и кружки авиамоделирования и дельтапланеризма.
- Корпус № 1
- Корпус № 2 (ФЭ и математическая кафедра)
- Корпус № 3 — корпус кафедры строительства и аэропортов[1]
- Корпус № 4 — корпус ФАД и корпус Научно-технической библиотеки
- Корпус № 5 — корпус ИАН (Институт Аэронавигации)
- Корпус № 6 — корпус кафедры авиационных систем и авиационных тренажёров
- Корпус № 7 — корпус ФМО
- Корпус № 8 — корпус гуманитарных кафедр (в том числе иностранных языков)
- Корпус № 9 — корпус аэродинамической трубы (Аэродинамический комплекс), корпус кафедр дизайна (4 этаж), группа разработки БПЛА Буран (2й этаж)
- Корпус № 10
- Корпус № 11 — корпус ФЛА, ФКС, ангар с материальной частью (Ми-2, Ми-4, Ми-8Т, Л-410, Ту-154, Як-42, Ан-24, АНТ-7, двигатели, вертолётные редукторы)
- Корпус № 12
- Корпус № 13 — библиотека
- 13 студенческих общежитий
- Гостиница
- Государственный музей авиации
- Центр спорта и здоровья
- Яхт-клуб
- Центр питания
- Центр культуры и искусств (сблокирован с Корпусом № 8)
- Авиационный Медицинский центр
- Международный центр обучения пилотов
- Студенты отмечают, помещения общежития No11 по состоянию на август 2021 года находятся в отвратительном состоянии.

## Ректоры НАУ
- Подпоринов Василий Николаевич (1933—1934)
- Глинчук Давид Владимирович (1934—1935)
- Таранюк Никанор Иванович (1935—1936)
- Горчаков Николай Григорьевич (1936—1941)
- Подчасов Павел Гаврилович (1947—1953)
- Голего, Николай Лукич (1953—1975)
- Аксёнов Александр Федотович (1975—1988)
- Назаренко Павел Васильевич (1988—1998)
- Бабак Виталий Павлович (1998—2008)
- Кулик Николай Сергеевич (2008—2015)
- Харченко Владимир Петрович (июнь-август 2015) — и. о. ректора
- Хращевский Римвидас Вилимович (август-ноябрь 2015) — и. о. ректора
- Харченко Владимир Петрович (с ноября 2015) — и. о. ректора
- Исаенко Владимир Николаевич (с 17-го марта 2018 по 21 октября 2020) — ректор НАУ.
- Хращевский, Римвидас Вилимович (с 22 октября 2020 — февраль 2021) — и. о. ректора
- Луцкий Максим Георгиевич (с февраля 2021 — 10 апреля 2024)[2] — ректор НАУ
- Семенова Ксения Игоревна (с 10 апреля 2024) — и.о. ректора

## Современная авиационная составляющая

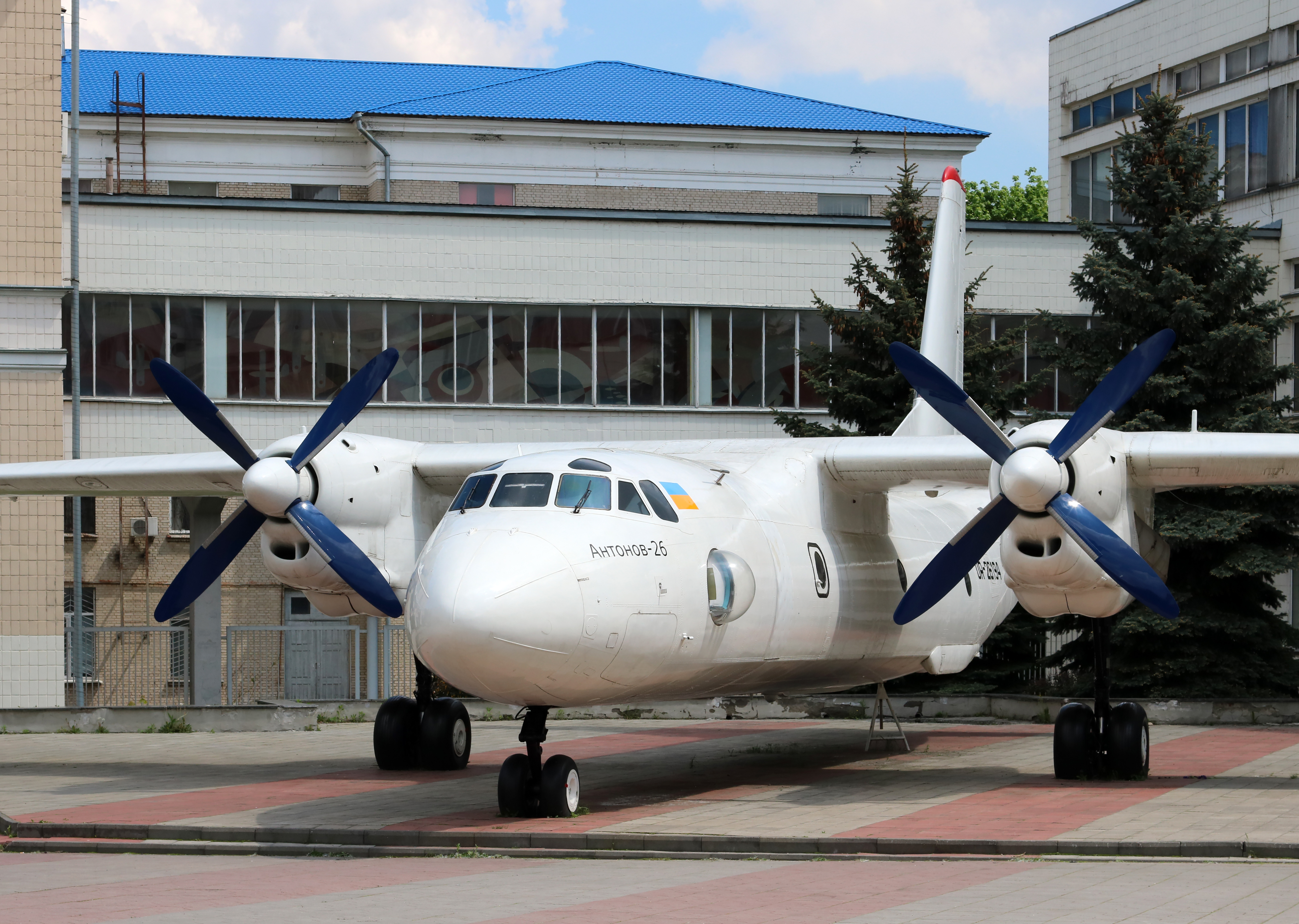
Самолёт Ан-26 на территории университета

Помимо разнообразия авиационный специальностей в НАУ так же существует:
- Центр лётной подготовки
- специальность «Бортпроводник»
- новые самолёты и авиатренажёр для обучения будущих пилотов
- Китайско — Украинский аэрокосмический институт инновационных технологий (CUAT) с возможностью программ обмена и стажировки (город Ханчжоу)

## Лунный проект МС-6Х
- 17 февраля 2020 года в Национальном Авиационном Университете был представлен публике прототип лунохода МС-6Х[3]